# Апостольский викариат Холо
Апостольский викариат Холо (лат. Vicariatus Apostolicus Ioloensis) — апостольский викариат Римско-Католической церкви с центром в городе Холо, Филиппины. В юрисдикцию апостольского викариата Холо входят архипелаг Сулу и островная провинция Тави-Тави. Кафедральным собором апостольского викариата Холо является церковь Пресвятой Девы Марии.

## История
28 октября 1953 года Святой Престол Пий XII разделил территориальную прелатуру Котабато и Сулу на две части и учредил две апостольские префектуры Сулу и Котабато (сегодня — Архиепархия Котабато).
12 июля 1958 года апостольская префектура Сулу была преобразована в апостольский викариат с наименованием Холо.

## Ординарии апостольского викариата
- епископ Francis Joseph McSorley (1954 — 20.11.1970);
- епископ Philip Francis Smith (26.06.1972 — 11.04.1979);
- епископ George Eli Dion (28.01.1980 — 12.02.1991);
- епископ Benjamin D. de Jesus (11.10.1991 — 4.02.1997);
- епископ Angelito R. Lampon (21.11.1997 — по настоящее время).

## Источник
- Annuario Pontificio, Ватикан, 2007